# Casa Yanulaque

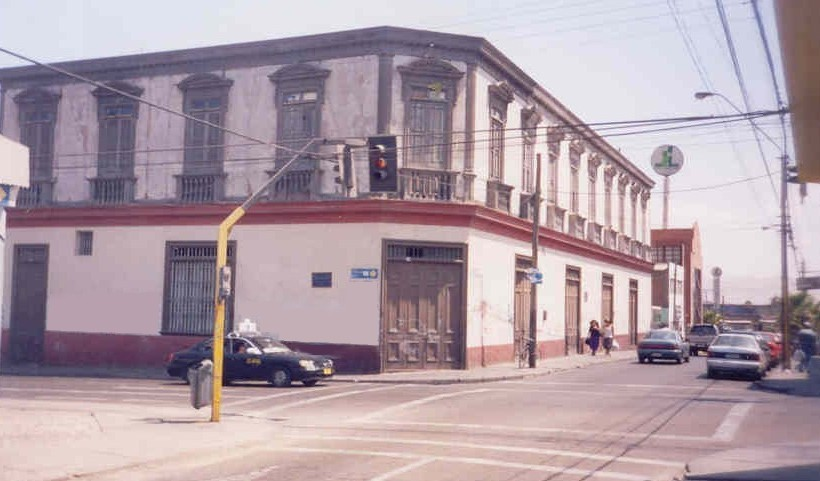
Casa Yanulaque, imóvel de propriedade do Peru em Arica

A Casa Yanulaque é um imóvel localizado na esquina das Ruas 18 de Setembro e General Lagos em Arica, e perteneceu a uma familia que promoveu o Plebiscito a favor do Peru nesta cidade em 1925. A familia Yanulaque se encontra entre as mais abastadas desta cidade. 
Funcionou como cinema, recinto consular e entre outros usos, abrigou em seus amplos salões por vários anos a colônia peruana residente em Arica; agrupada no "Círculo de Residentes Peruanos"; que mantinha neste recinto sua sede social e um restaurante com preparaçõs da cozinha peruana. Logo após o terremoto de 1987 e devido aos danos sofridos não seguiu em funcionamento.
Es atualmente propriedade do Estado peruano, e está coberta pelas disposições contidas no artigo 7º do Tratado de Lima de 1929.